# Franklin (Missouri)
Franklin è un comune degli Stati Uniti d'America, situato nello Stato del Missouri, nella contea di Howard.